# Vicariato apostólico de Puerto Carreño
El vicariato apostólico de Puerto Carreño (en latín: Vicariatus Apostolicus Portus Carreniensis) es una circunscripción eclesiástica de la Iglesia católica en Colombia. Se trata de un vicariato apostólico latino, inmediatamente sujeto a la Santa Sede (agregado a la provincia eclesiástica de Villavicencio). Desde el 30 de marzo de 2023 su vicario apostólico es el obispo Álvaro Mon Pérez, de la Congregación del Santísimo Redentor.

## Territorio y organización
El vicariato apostólico tiene 57 000 km² y extiende su jurisdicción sobre los fieles católicos de rito latino residentes en parte del departamento de Vichada, comprendiendo los municipios de: La Primavera, Puerto Carreño, Santa Rosalía y la parte oriental del de Cumaribo.
Limita al norte y al este con Venezuela, al sur con el vicariato apostólico de Inírida y la diócesis de San José del Guaviare, al oeste con el vicariato apostólico de Puerto Gaitán y al noroeste con el vicariato apostólico de Trinidad y la diócesis de Arauca.
La sede del vicariato apostólico se encuentra en la ciudad de Puerto Carreño, en donde se halla la Catedral de Nuestra Señora del Carmen.
En 2022 en el vicariato apostólico existían 7 parroquias:

## Historia
El vicariato apostólico fue erigido el 22 de diciembre de 1999 mediante la bula Spiritali fidelium del papa Juan Pablo II, obteniendo el territorio de la prefectura apostólica de Vichada, que fue simultáneamente suprimida.
El primer vicario apostólico de Puerto Carreño fue Álvaro Efrén Rincón Rojas de la Comunidad Redentorista, nombrado el 22 de diciembre de 1999, ordenado obispo el 24 de marzo de 2000 y que tomó posesión el 2 de abril de 2000.
El 10 de junio de 2010 nombró al sacerdote Francisco Antonio Ceballos Escobar, quien era el provicario de esta circunscripción, como nuevo vicario apostólico.
El actual vicario apostólico de Puerto Carreño es Álvaro Mon Pérez de la Comunidad Redentorista, nombrado el 30 de marzo de 2023, ordenado obispo el 22 de mayo de 2023 y que tomó posesión el 8 de junio del mismo año.

## Estadísticas
Según el Anuario Pontificio 2023 el vicariato apostólico tenía a fines de 2022 un total de 40 100 fieles bautizados.
| Año                                                                             | Población | Población | Población      | Sacerdotes | Sacerdotes | Sacerdotes | Católicos por sacerdote | Diáconos permanentes | Religiosos | Religiosos | Parroquias y cuasiparroquias |
| Año                                                                             | Católicos | Total     | % de católicos | Total      | Diocesanos | Regulares  | Católicos por sacerdote | Diáconos permanentes | Masculinos | Femeninos  | Parroquias y cuasiparroquias |
| ------------------------------------------------------------------------------- | --------- | --------- | -------------- | ---------- | ---------- | ---------- | ----------------------- | -------------------- | ---------- | ---------- | ---------------------------- |
| 2000                                                                            | 24 300    | 33 000    | 73.6           | 7          | 1          | 6          | 3471                    |                      | 6          | 7          | 3                            |
| 2001                                                                            | 27 417    | 33 000    | 83.1           | 5          |            | 5          | 5483                    |                      | 5          | 7          | 4                            |
| 2002                                                                            | 27 758    | 34 000    | 81.6           | 7          | 1          | 6          | 3965                    |                      | 8          | 7          | 5                            |
| 2003                                                                            | 28 157    | 35 000    | 80.4           | 8          | 2          | 6          | 3519                    |                      | 14         | 7          | 5                            |
| 2004                                                                            | 29 000    | 40 000    | 72.5           | 6          | 1          | 5          | 4833                    |                      | 10         | 6          | 4                            |
| 2010                                                                            | 30 400    | 42 250    | 72.0           | 9          | 3          | 6          | 3377                    |                      | 7          | 3          | 4                            |
| 2014                                                                            | 33 800    | 44 200    | 76.5           | 8          | 4          | 4          | 4225                    |                      | 5          | 3          | 3                            |
| 2017                                                                            | 37 000    | 47 500    | 77.9           | 9          | 5          | 4          | 4111                    | 1                    | 7          | 2          | 6                            |
| 2020                                                                            | 38 900    | 49 800    | 78.1           | 11         | 6          | 5          | 3536                    | 1                    | 6          |            | 7                            |
| 2022                                                                            | 40 100    | 51 600    | 77.7           | 18         | 10         | 8          | 2227                    | 1                    | 10         |            | 7                            |
| Fuente: Catholic-Hierarchy, que a su vez toma los datos del Anuario Pontificio. |           |           |                |            |            |            |                         |                      |            |            |                              |

## Episcopologio
- Álvaro Efrén Rincón Rojas, C.SS.R. (22 de diciembre de 1999-10 de junio de 2010 retirado)
- Francisco Antonio Ceballos Escobar, C.SS.R. (10 de junio de 2010-22 de abril de 2020 nombrado obispo de Riohacha)
  - Sede vacante (2020-2023)[nota 2]
- Álvaro Mon Pérez, C.SS.R., desde el 30 de marzo de 2023